# Javorina (Késmárki járás)
Javorina (szlovákul: Javorina) katonai kiképzési terület Szlovákiában, az Eperjesi kerületben, a Késmárki járásban.

## Fekvése
Podolin délkeleti szomszédságában a Lőcsei-hegység területén fekszik. Teljes területe 31623 hektár.

## Története
A katonai kiképzési területet 1952-ben alapították. Ehhez három korábbi település, Balázsvágás, Szepesudvard és Ruszkin teljes területét, valamint 22 további szepesi község határrészeit (beleértve a két évvel azelőtt önállósult Leibickénfürdő teljes lakott területét) vették igénybe államosított erdő- és földterületek összevonásával. A földeket erőszakkal vették el tulajdonosaiktól úgy, hogy beleegyező nyilatkozat aláírására kényszerítették őket, de sok esetben még ezzel sem törődtek. A rendszerváltás után szóba került a létesítmény megszüntetése és a tulajdonosok kárpótlása, mely sok vitát váltott ki a szlovák politikai életben.

## Külső hivatkozások
- Az Új Szó cikke
- A katonai terület Szlovákia térképén